# غوردون هاميلتون (راقص باليه)
غوردون هاميلتون (بالإنجليزية: Gordon Hamilton) هو راقص باليه أسترالي، ولد في 1918، وتوفي في 14 فبراير 1959.